# Ричмонд-парк
Ри́чмонд-парк (англ. Richmond Park) — пейзажный парк, расположенный на юго-западе Лондона в боро Ричмонд-апон-Темс. Основан Карлом I в XVII веке как олений заповедник. Является крупнейшим королевским парком Лондона и имеет как национальное, так и международное значение для охраны дикой природы.
Парк является национальным природным заповедником, участком особого научного значения и специально охраняемой природной территорией. Включён в реестр английских исторических парков и садов особого исторического значения. Пейзажи Ричмонд-парка вдохновили многих знаменитых художников, а также здесь было снято несколько фильмов и сериалов.
На территории парка расположено множество зданий, представляющих архитектурную и историческую ценность. В здании Уайт Лодж — памятника архитектуры I степени и бывшей королевской резиденции — в настоящее время расположена Королевская школа балета. Пограничные стены парка и десять других зданий включены в список памятников архитектуры II степени, включая Пембрук-лодж — дом премьер-министра Великобритании XIX века Джона Рассела и его внука, философа Бертрана Рассела.
Первоначально парк в качестве заповедника принадлежал монарху, в настоящее время вход открыт для всех посетителей; на территории Ричмонд-парка расположено поле для гольфа и другие удобства для спорта и отдыха. Парк сыграл важную роль в обеих мировых войнах, а также летних Олимпийских играх 1948 и 2012 года.

## Природа

### Живая природа

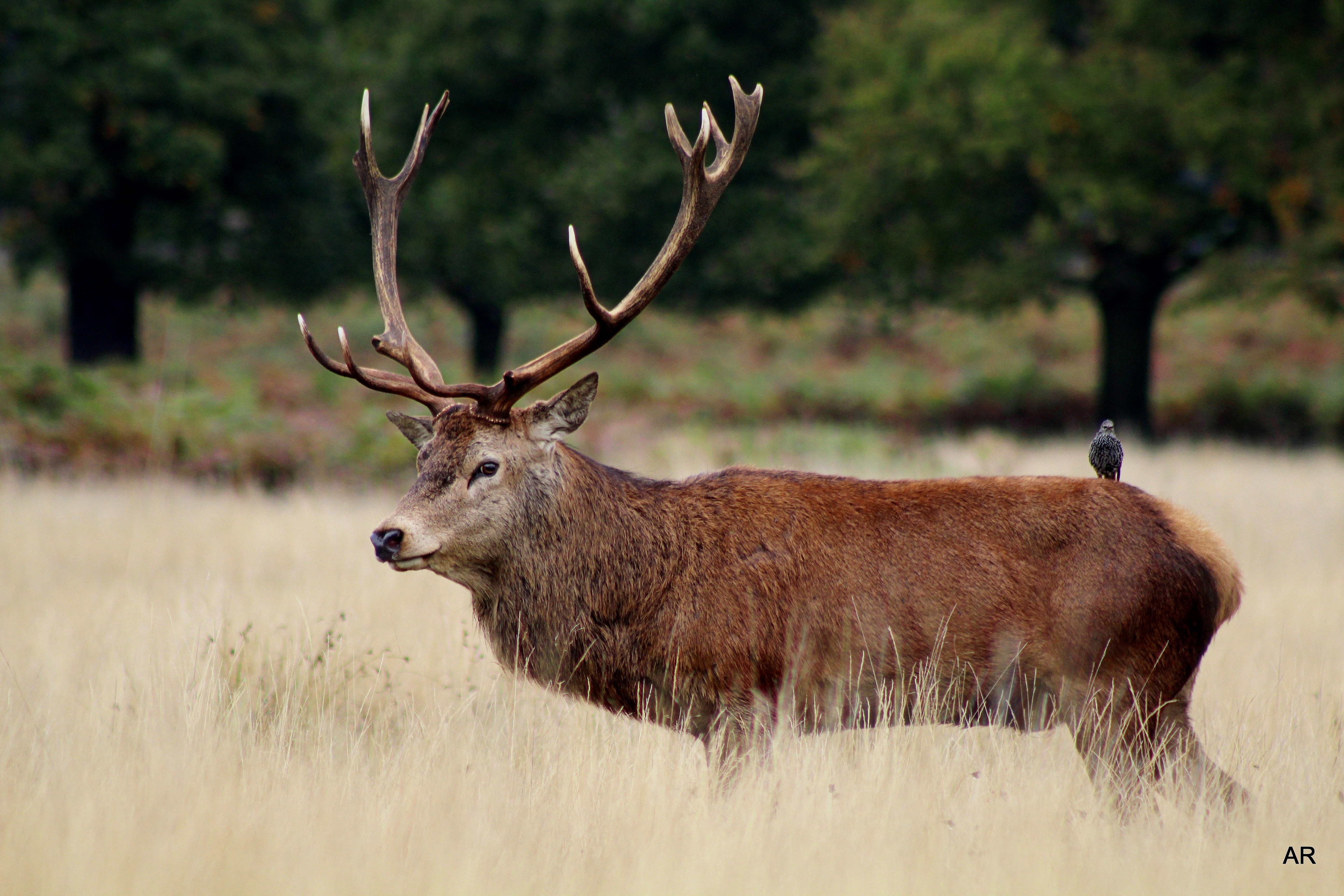
Олень и жаворонок

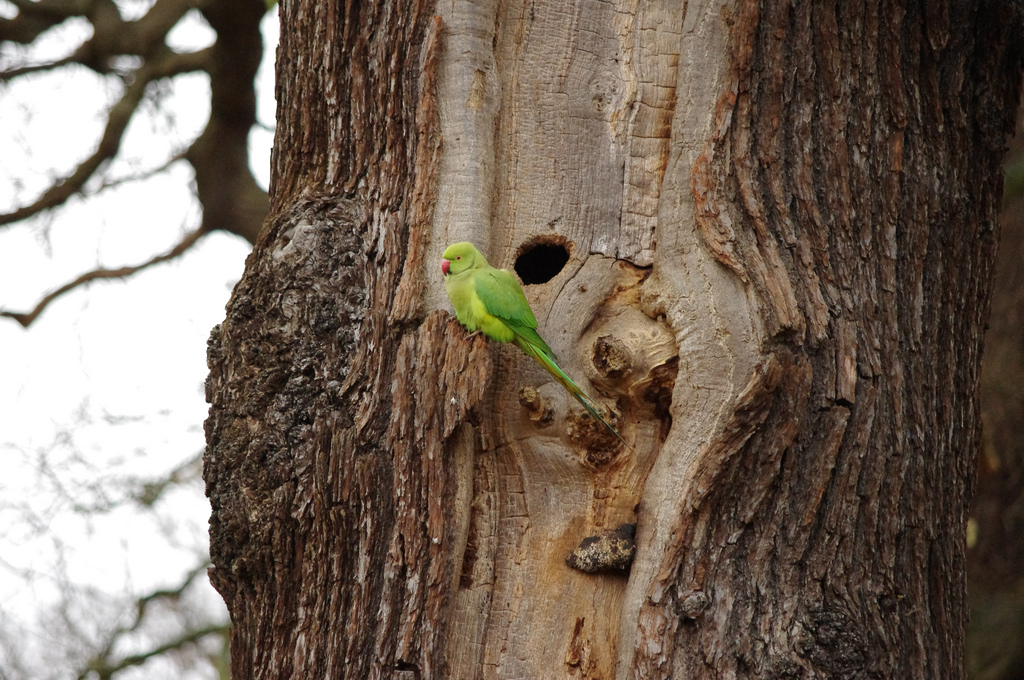
Самка ожерелового попугая в парке

Ричмонд-парк, изначально созданный для охоты на оленей, в настоящее время содержит 630 благородных оленей и ланей, свободно бродящих по большей части его территории. Каждый февраль и ноябрь производится отстрел с целью поддежания устойчивой численности популяции. Также некоторые олени погибают в результате несчастных случаев на дорогах, при проглатывании пластикового мусора или нападении собак; так, три оленя были убиты собаками в 2012 году. Многие олени в Ричмонд-парке заражены бактерией Borrelia burgdorferi, которая может передаваться людям при укусе заражённого клеща и вызывать болезнь Лайма.
Парк является важным местом обитания и других животных, таких как дятлы, белки, кролики, змеи, лягушки, жабы, рогачи и многие другие насекомые; особенный интерес представляют редкие виды жуков. Кроме того, в Ричмонд-парке растёт большое количество вековых деревьев возрастом до 750 лет и грибов, а также насчитывается около 60 видов гнездящихся птиц.
Парк содержит крупную популяцию индийских кольчатых (ожереловых) попугаев. Они выведены из птиц, освобождённых из неволи.

### Пруды и ручьи

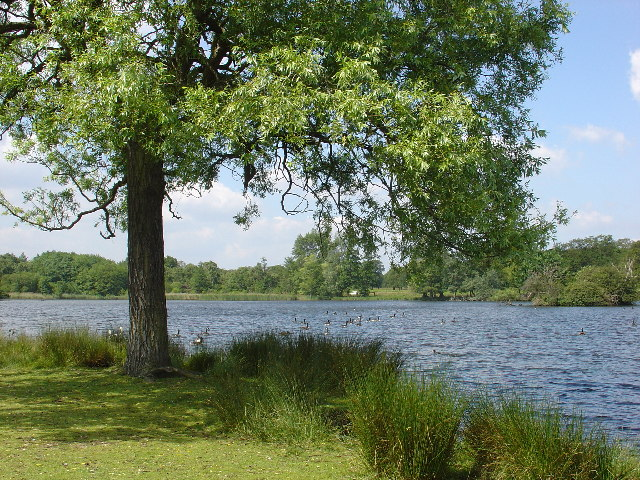
Пен Пондс. Южная часть двух больших прудов

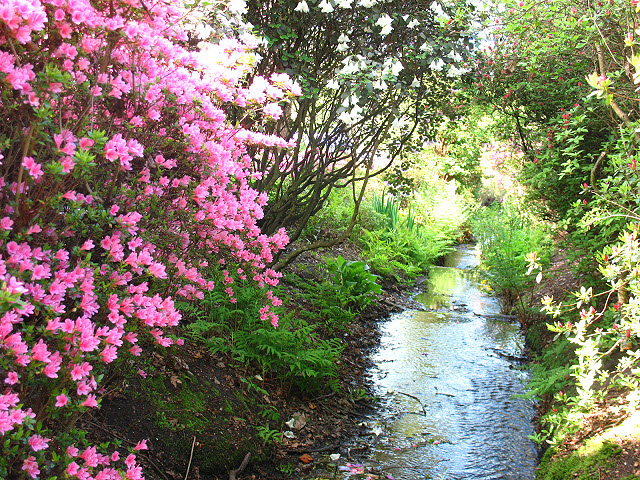
Ручей, протекающий через плантацию Изабелла

В парке насчитывается около 30 прудов. Некоторые из них были созданы для осушения земли или обеспечения домашнего скота водой; Пен Пондс (англ. Pen Ponds), существующие с 1746 года, в прошлом использовались для разведения карпов на продовольствие. Они были созданы, когда для осушения заболоченного участка в начале XVII века в парке была вырыта траншея; позже в этом столетии она была расширена и углублена за счёт добычи гравия для местного строительства. В настоящее время они берут начало из ручьёв, текущих из возвышенностей вокруг них, после чего впадают в реку Беверли Брук. Беверли Брук и два пруда, составляющие Пен Пондс, являются наиболее заметными водоёмами Ричмонд-парка.
Воды Беверли Брук используются оленями, небольшими животными, водорослями и некоторыми водяными лилиями. Название реки связано с бобрами, обитавшими в ней и вымершими по всей стране в XVI веке.
Большинство ручьёв парка стекают к Беверли Брук, однако течение источника, расположенного над прудом Данна (англ. Dann's Pond), впадает в ручей Садбрук на границе парка. Садбрук протекает через небольшую долину, известную как Хэм Дип (англ. Ham Dip). Ручей был перегорожен плотиной и расширен в двух местах, в результате чего были образованы пруды Хэм Дип и Хэм Гейт, впервые нанесённые на карту в 1861 и 1754 годах соответственно. Они были созданы как водопои для оленей. Оба пруда подверглись реставрационным работам, включавшим обезыливание, которые были завершены в 2013 году. Садбрук стекает по западному откосу холма, который на востоке образует часть водосборного бассейна Беверли Брук и реки Хогсмилл на юге. Садбрук присоединяется к ручью Лэтчмир прямо за прудом Хэм Гейт, затем течёт в Садбрук-парк. Другой ручей берёт своё начало к северу от Сидмут Вуд и проходит через Кондьит Вуд к границе парка вблизи Бог Гейт.
Изолированная водная система плантации Изабелла была разработана в 1950-х годах. Вода верхнего пруда Пен Пондс откачивается в Стилл Понд, Томсонс Понд и Пегс Понд.
Аттенборо Понд — новейший пруд парка, открытый в июле 2014 года и названный в честь телеведущего и натуралиста Дэвида Аттенборо. Он создан в рамках программы по сохранению прудов и ручьёв парка.